# 1-UP 스튜디오
1-UP 스튜디오(1-Up Studio, 일본어: 1-UPスタジオ株式会社, 이전 사명: 브라우니브라운, Brownie Brown Co. Ltd., ブラウニーブラウン)는 2000년 6월 30일 일본 도쿄도에 설립된 일본의 비디오 게임 개발사이며 닌텐도의 자회사이다. 2013년 1월 1일 이 기업은 닌텐도와의 공동 개발의 노력에 따라 내부 구조조정을 하고 있으며 여기에는 사명을 1-UP 스튜디오로의 변경이 포함된다고 발표하였다. 그 뒤로 1-UP 스튜디오는 닌텐도 개발 타이틀을 위한 지원 개발 기업으로서 활동하고 있다.

## 개발한 게임

### 사명 "브라우니브라운"
- 마더 3 (비디오 게임)
- 레이튼 교수와 마신의 피리
- 슈퍼 마리오 3D랜드

### 사명 "1-UP 스튜디오"
- 슈퍼 마리오 3D 월드
- 전진! 키노피오대장
- 슈퍼 마리오 오디세이
- 전진! 키노피오대장
- 링 피트 어드벤처
- 슈퍼 마리오 3D 컬렉션
- 슈퍼 마리오 3D 월드